# Eisen(II)-hydroxid
Eisen(II)-hydroxid ist eine anorganische chemische Verbindung des Eisens aus der Gruppe der Hydroxide.

## Gewinnung und Darstellung
Eisen(II)-hydroxid erhält man durch Fällung aus Eisen(II)-Salzlösungen unter Sauerstoffausschluss (z. B. Ammoniumeisen(II)-sulfatlösung mit Natronlauge). Der weiße flockige Niederschlag verfärbt sich aber schnell dunkel unter Bildung von rotbraunem Eisen(III)-hydroxid.
Es bildet sich auch als Zwischenprodukt beim Rosten von Eisen, wobei es infolge des Luftsauerstoffs über wasserhaltiges Eisen(III)-hydroxid FeO(OH) weiter zu rotbraunem Eisen(III)-oxid bzw. bei Sauerstoffmangel zu grünem Magnetit-Hydrat und schwarzem Magnetit umgesetzt wird.

## Eigenschaften
Eisen(II)-hydroxid ist ein nahezu weißer, an Luft unbeständiger Feststoff mit geringem, grünlichem Anflug. Er verbrennt beim Ausstreuen in die Luft unter Funkensprühen. Bei Ausschluss von Sauerstoff sind reine, insbesondere Nickel-, Kupfer- und Cobaltfreie Präparate in Berührung mit Kaliumchlorid-Lösung unterhalb 100 °C völlig stabil. Die Verbindung besitzt eine Kristallstruktur vom Cadmium(II)-hydroxid-Typ mit der Raumgruppe P3m1 (Raumgruppen-Nr. 164) (Gitterparameter a = 325,8 pm, c = 460,5 pm). Eisen(II)-hydroxid ist amphoter und löst sich in konzentrierten Laugen unter Bildung von blaugrünen Hydroxoferraten(II), z. B. Na4[Fe(OH)6].